# Camille Van den Plas

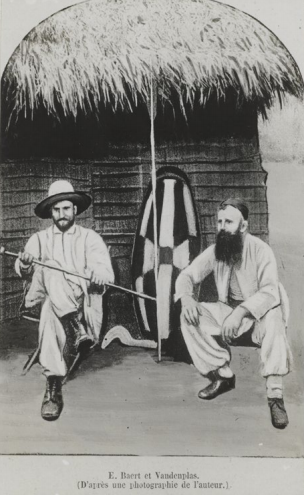
Ernest Baert und Van den Plas, ca. 1886. Fotografie aus dem Buch Sur le Haut Congo 1882–1886 von Camille Coquilhat. S. 444

Camille Théodore Joseph Van den Plas (* 5. Januar 1850 in Saint-Josse-ten-Noode, Belgien; † 15. März 1902 in Brüssel, Belgien) war ein belgischer Verwaltungsbeamter und Kolonialadministrator, der ab Mitte der 1880er Jahre für den belgischen König Leopold II. auf dem Gebiet des Kongo-Freistaats eingesetzt war. Er war aktiv am Aufbau des Verwaltungsapparates im Freistaat Kongo beteiligt.

## Biographie

### Frühe Jahre (1850–1884)
Van den Plas’ Eltern waren Pierre Joseph Van den Plas, ein Lehrer am Brüsseler Athénée, und Anne-Marie Holzemer. Er besuchte die Mittelschule von Saint-Josse-ten-Noode, wo er Französisch, Flämisch, Englisch und Deutsch sprechen und schreiben lernte. 1865 meldete er sich als Freiwilliger beim 8. Linienregiment. 1867 wurde er zum Sergeanten und am 21. Dezember 1868 zum Sergeant Major ernannt. Am 31. Dezember 1874 verließ er die Armee und arbeitete für verschiedene Unternehmen als Buchhalter.

### Erste Amtszeit im Kongo (1884–1887)
Am 1. April 1884 wurde Van den Plas von der Internationalen Kongo-Gesellschaft als Agent eingestellt. Am 17. April 1884 verließ er Liverpool auf der Roquette in Richtung Kongo. Er verbrachte mehrere Monate in Vivi und wurde dann am 31. Juli 1884 zum ersten Handelsagenten in Leopoldville ernannt.
Am 11. November 1884 brach Guillaume Casman zu einer Expedition mit drei Dampfschiffen nach Équateur auf, der Royal, der A.I.A. und der En Avant. Zu den weiteren Teilnehmern gehörten neben Charles Liebrechts auch Van den Plas. Sie erreichten die Équateur-Station am 12. Dezember 1884, wo Alphonso van Gèle in einer Zeremonie vor den einheimischen Häuptlingen das Kommando an Casman übergab. Van Gèle brach dann in Begleitung von Van den Plas und dem schwedischen Leutnant Edde Gleerup zu einem Besuch der Stanleyfälle auf. Die Mission erreichte die Fälle am 26. Januar 1885, wo sie mit dem rücksichtslosen Vorgehen des arabischen Sklaven- und Elfenbeinhändlers Tippu Tip gegenüber der lokalen Bevölkerung konfrontiert wurden.
Van Gèle beauftragte Van den Plas mit der Einrichtung eines Buchhaltungsdienstes für die Region am Oberen Kongo. Am 1. Juli 1885 wurde er als Nachfolger von Casman zusätzlich zum Leiter der Équateur-Station ernannt. Bereits im Dezember 1885 wurde er allerdings durch Edward James Glave abgelöst und zum Handelsvertreter der Bangalas ernannt. Zu seinen Aufgaben gehörte es, ein erstes Kontingent von 84 Bangala-Soldaten, darunter elf Frauen, nach Boma zu führen. Weiterhin war er für deren Ausbildung unter dem Befehl von Leutnant Léon Roget verantwortlich. Im Dezember 1886 nahm er als Begleiter von Henri Avaert an der Expedition nach Manyanga teil und war an der Verlegung des Verwaltungssitzes des Freistaates von Vivi nach Boma beteiligt. Im Januar 1887 verließ er den Kongo zum Ende seiner Dienstzeit.

### Nachfolgende Amtszeiten (1887–1901)
Nachdem Van den Plas erneut einen Dreijahresvertrag für den Dienst im Kongo unterzeichnet hatte, verließ er Belgien am 21. August 1887 und kam am 28. September 1887 in Boma an. Er war nun als Verwaltungsbeamter eingesetzt und fungierte ab dem 9. Januar 1888 als Direktor des allgemeinen Versorgungsdepots in Boma. Ab dem 28. September 1888 war er Kommandeur der Boma-Station. Am 27. Oktober 1888 wurde er zum Bezirkskommissar 2. Klasse befördert und am 10. Juni 1890 wurde er zum stellvertretenden Generalsekretär ernannt. Vom September 1890 bis zum April 1891 verbrachte er wiederum seinen Urlaub in Belgien. In diese Zeit fiel die Beförderung zum Intendanten am 18. März.
In den Folgejahren verpflichtete sich Van den Plas für weitere Dienstzeiten und pendelte in diesen Jahren wiederum zwischen dem Kongo und Belgien.
Er verstarb am 15. März 1902 in Brüssel.